# Comanche, Texas
Comanche là một thành phố thuộc quận Comanche, tiểu bang Texas, Hoa Kỳ. Năm 2010, dân số của xã này là 4335 người.

## Dân số
- Dân số năm 2000: 4482 người.
- Dân số năm 2010: 4335 người.